# Río Moneta (vattendrag i Argentina)
Río Moneta är ett vattendrag i Argentina.   Det ligger i provinsen Eldslandet, i den södra delen av landet, 2 300 km söder om huvudstaden Buenos Aires.
Trakten runt Río Moneta består i huvudsak av gräsmarker. Runt Río Moneta är det mycket glesbefolkat, med 5 invånare per kvadratkilometer.